# Franca Bauernfeind

Franca Bauernfeind (2022)

Franca Bauernfeind (* 5. Juli 1998 in Nürnberg) ist eine deutsche Politikerin (CDU) und Autorin. Von 2021 bis 2022 war sie Bundesvorsitzende des Rings Christlich-Demokratischer Studenten (RCDS) und als diese Mitglied im Bundesvorstand der CDU. Zu dieser Zeit war sie qua Amt Mitherausgeberin der politischen Zeitschrift Civis mit Sonde.

## Leben
Bauernfeind erlangte ihre Allgemeine Hochschulreife am Melanchthon-Gymnasium Nürnberg. Im Herbst 2016 begann sie ein Studium der Staatswissenschaften an der Universität Erfurt. Dort erlangte sie den Bachelorgrad und begann ein Masterstudium im selben Fach. Seit 2019 ist sie beim Bundestagsabgeordneten Christian Hirte beschäftigt.

## Politisches Wirken

### RCDS
Nach Beginn des Studiums wurde Bauernfeind im Jahr 2017 Landesvorsitzende des RCDS Thüringen und war damit einhergehend kooptiertes Mitglied des Landesvorstands der CDU Thüringen. Von 2019 bis 2021 war sie stellvertretende Bundesvorsitzende des RCDS.
Auf der 76. Bundesdelegiertenversammlung des RCDS in Berlin wurde Bauernfeind am 30. Oktober 2021 zur Bundesvorsitzenden des RCDS gewählt. Über ihr Amt war sie als Bundesvorsitzende beratendes Mitglied im CDU-Bundesvorstand Überregionale Aufmerksamkeit erlangte sie unter anderem durch ihre Kritik am Umgang mit Studenten während der Corona-Pandemie, später auch während der Energiekrise in
Deutschland. Zudem sprach sie sich gegen eine Frauenquote in Parteivorständen aus. Als Hochschulpolitikerin kritisierte sie eine ihrer Meinung nach veränderte Debattenkultur und einen verengten Meinungskorridor auf dem Campus. In ihrer Funktion als stellvertretende RCDS-Bundesvorsitzende organisierte sie dazu eine Sammlung von Fällen, die Vorfälle an deutschen Hochschulen aufgreifen.

### CDU
Während ihrer Schulzeit trat Bauernfeind in die Junge Union ein. Nach ihrem Umzug nach Erfurt wechselte sie den Kreisverband der Jungen Union und wurde Mitglied der CDU. Seit 2020 ist sie Mitglied im Kreisvorstand der CDU Erfurt.
Im Jahr 2019 kandidierte sie auf der Liste der CDU Thüringen bei der Landtagswahl in Thüringen. Zwei Jahre später kandidierte sie auf Platz 9 der CDU-Liste in Thüringen zur Bundestagswahl 2021. Sie schaffte den Einzug in das Parlament beide Male nicht.
Darüber hinaus war Bauernfeind Mitglied in der Fachkommission Aufstieg und arbeitete am Grundsatzprogramm der CDU Deutschlands mit.

## Veröffentlichungen
- Mit Jürgen Grossmann, Dominik Pförringer: Aus der Zeit gefallen? Drei Generationen wider den Zeitgeist, Langen-Müller, München 2023, ISBN 978-3-7844-3695-1.
- Black Box Uni. Biotop linker Ideologien, Langen-Müller, München 2024, ISBN 978-3-7844-3697-5.